# جوزيف سترونج (لاعب كرة قاعدة)
جوزيف سترونج (بالإنجليزية: Joseph Strong)‏ هو لاعب كرة قاعدة أمريكي، ولد في 4 أغسطس 1902 في جاكسون في الولايات المتحدة، وتوفي في 12 نوفمبر 1986 في ميدلتاون في الولايات المتحدة.